# Quando nessuno ti vede
Quando nessuno ti vede è un singolo del rapper italiano Willie Peyote, pubblicato il 6 dicembre 2019 come terzo estratto dal quarto album in studio Iodegradabile.

## Descrizione
Il brano si interroga sulla natura comportamentale dell'essere umano, ponendosi la domanda se risulta essere realmente se stesso quando è in compagnia oppure se è in grado di tirare fuori la vera anima in maniera indipendente. Il testo rappresenta inoltre un omaggio al film Perfetti sconosciuti di Paolo Genovese e in particolar modo alla tagline «Ognuno di noi ha tre vite: una pubblica, una privata e una segreta».

## Video musicale
Il video, diretto da Stefano Carena, è stato pubblicato l'11 dicembre 2019 attraverso il canale YouTube del rapper e rappresenta un omaggio agli Anni 1980 e anni novanta, caratterizzandosi per le riprese vintage e per il logo originario di MTV, per l'occasione con la M rovesciata per formare la W di Willie Peyote.

## Formazione
- Willie Peyote – voce
- All Done – produzione
  - Frank Sativa – strumentazione
  - Kavah – strumentazione
  - Danny Bronzini – chitarra, cori
  - Luca Romeo – basso
  - Dario Panza – batteria
- Marcello Picchioni – sintetizzatore, pianoforte
- Enrico Allavena – trombone
- Stefano Cocon – tromba
- Peppe Petrelli – registrazione, missaggio, coproduzione
- Giovanni Versari – mastering